# Une mémoire d'éléphant
Pour le téléfilm, voir Une mémoire d'éléphant (téléfilm).
Une mémoire d'éléphant (titre original : Elephants Can Remember) est un roman policier d'Agatha Christie publié en novembre 1972 au Royaume-Uni, aux États-Unis et en France.
C'est l'avant-dernier roman écrit par Agatha Christie, le dernier étant Le Cheval à bascule. Le roman Hercule Poirot quitte la scène, publié après sa mort, avait été rédigé en 1940.
Le roman est, avec Cinq Petits Cochons (1942) et La Dernière Énigme (1976), et peut-être également Némésis (1971) l'un des seuls romans d'Agatha Christie dont le meurtre s'est passé plus de dix ans avant l'époque du récit (seize ans pour Cinq petits cochons ; dix-huit ans pour La Dernière Énigme; « plusieurs années » pour Némésis).
Le roman met en scène le détective belge Hercule Poirot et son amie Ariadne Oliver, qui enquêtent sur la mort mystérieuse des époux Ravenscroft : douze ans auparavant, Molly Ravenscroft, une amie d'école proche d'Ariadne Oliver, et son mari, le général Alistair Ravenscroft, avaient été retrouvés morts près de leur manoir d'Overcliffe. Tous deux avaient été abattus avec un revolver trouvé entre leurs corps, qui ne portait que leurs empreintes digitales. L'enquête sur leurs morts n'a pas permis de déterminer s'il s'agissait d'un double suicide, ou si l'un d'eux avait assassiné l'autre et s'était ensuite suicidé. Douze ans plus tard, l'affaire est mise au jour par la marraine de la fille du couple décédé, Ariadne Oliver, une célèbre autrice de romans policiers, qui est interrogée par hasard sur l'ancienne affaire de meurtre du couple Ravenscroft.
Le titre fait référence au fait que douze ans après la clôture de l'affaire, les suspects et les témoins sont appelés à parler de l'événement. Miss Oliver les qualifie d'éléphants pour s'être souvenus des aspects saillants de l'événement.

## Principaux personnages
- Les requérants et les enquêteurs
  - Hercule Poirot : détective belge
  - Ariadne Oliver : célèbre auteur de romans
  - Celia Ravenscroft : fille des victimes
  - Desmond Burton-Cox : fiancé de Celia
  - Mme Burton-Cox : la mère adoptive de Desmond
  - M. Spence : commissaire de police à la retraite
  - M. Garroway : commissaire de police à la retraite

- Les témoins
  - Mme Maurat : ancienne gouvernante de Ravenscroft
  - M. Goby : détective privé
  - Dr Willoughby : psychiatre spécialisé dans les jumeaux
  - Mlle Rouselle : une autre ancienne gouvernante de Ravenscroft
  - Julia Carstairs : une connaissance de la famille Ravenscroft
  - Mme Matcham : ancienne nourrice de la famille Ravenscroft
  - Mme Buckle : ancienne femme de ménage des Ravenscroft
  - Mme Rosentelle : coiffeuse et ancienne perruquière

## Résumé
Le récit est composé de 20 chapitres, dont 18 sont répartis en deux parties intitulées « Les Éléphants » et « Les Ombres du passé ».
- Chapitres introductifs

Dans les deux premiers chapitres introductifs qui se déroulent en 1972, Ariadne Oliver se rend à un « déjeuner littéraire » au cours duquel Mme Burton-Cox lui pose une question inattendue : sachant que Mme Oliver est la marraine de Celia Ravenscroft, peut-elle se renseigner sur les conditions de la mort des parents de Celia, quatorze ans auparavant ? En effet il est envisagé que Desmond, le fils de Mme Burton-Cox, épouse Celia, et il serait opportun de savoir si le double décès des époux Ravenscroft résultait d'un double suicide, d'un double meurtre ou d'un assassinat suivi d'un suicide, et de « déterminer qui a tué qui ». Mme Oliver contacte Hercule Poirot pour solliciter son aide. Le détective à la retraite accepte de procéder à une enquête personnelle.
- Première partie : « Les Éléphants » (chapitres 3 à 10)

Ariadne Oliver commence sa propre enquête. Elle parvient à retrouver quatre personnes qui avaient connu Alistair Ravenscroft et Margaret Preston-Grey épouse Ravenscroft, et qui peuvent lui donner des renseignements sur leur vie. Elle les appelle ses « éléphants », dotés d'une solide mémoire de long terme.
Il résulte tout d'abord de son enquête que Mme et M. Ravenscroft paraissaient s'aimer tendrement et que nulle trace de conflit ou d'inimitié n'avait été perçue par l'entourage. Lui général à la retraite, elle issue d'une bonne famille, ils n'avaient pas de souci d'argent et étaient parents de deux enfants, âgés lors du drame de 12 ans (Celia) et de 9 ans (Edward). Après une carrière passée en Orient, ils étaient venus résider dans le Kent, dans un cottage appelé Overcliffe.
Ils avaient recueilli chez eux pendant quelques semaines Dorothea (« Dolly »), la sœur jumelle de Margaret (« Molly »). En effet Dolly souffrait d'une maladie nerveuse et de dépression. Son mari, le capitaine Jarrow, était mort dans de tragiques circonstances, et le jeune fils du couple était lui-aussi mort par noyade. Ainsi les deux sœurs jumelles Dolly et Molly avaient été réunies un certain temps, avant que ne survienne un drame : le 15 septembre 1958, Dolly était tombée de la falaise à la suite d'une crise de somnambulisme.
Moins de trois semaines après, le 3 octobre 1958, les corps d'Alistair et de Molly étaient retrouvés l'un à côté de l’autre, les deux époux ayant reçu chacun une balle mortelle.
La police n'a jamais pu dire s'il y avait eu double meurtre, ou meurtre suivi de suicide, ou double suicide. L'affaire avait été classée sans suite. À la mort des époux, l'héritage avait été transmis aux deux enfants.
Une seule chose étonnait les témoins : le port par Margaret (« Molly ») de plusieurs perruques, alors qu'elle était loin d'être chauve.
- Deuxième partie : « Les Ombres du passé » (chapitres 11 à 20)

Hercule Poirot continue l'enquête de Mme Oliver.
Il entre en contact avec M. Garroway, commissaire de police à la retraite, qui était jadis chargé de l'enquête de la mort mystérieuse des Ravenscroft.
Il rencontre Desmond, le futur époux de Celia, et s'interroge sur les raisons qui ont poussé Mme Burton-Cox à se poser des questions sur les conditions de la mort des parents de Celia. Il rencontre aussi Mme Burton-Cox. Il apprend de ces entretiens que Desmond a été un enfant adopté et qu'il disposera dans peu de temps d'une fortune léguée par sa mère biologique. Ceci peut avoir incité sa mère adoptive à vouloir briser l'union conjugale envisagée.
Poirot rend visite à diverses personnes, notamment à l'ancienne modiste qui avait jadis vendu des perruques à Margaret (« Molly ») et à l'ancienne préceptrice des deux enfants du couple Ravenscroft, Mlle Maurat. À la suite de l'entretien avec elle, Poirot a la nette impression que Mlle Maurat semble savoir beaucoup plus de choses qu'elle ne souhaite en révéler.
Le détective s'interroge sur le fait que le chien des époux Ravenscroft ait mordu Margaret à la cheville, et note que la femme de ménage du couple avait une très mauvaise vue.
Il se rend enfin au cottage Overcliffe pour « sentir l’atmosphère dramatique » des lieux.
- Dénouement et révélations finales (chapitre 20)

Dans le dernier chapitre, inclus dans la seconde partie du roman, Poirot convoque  au cottage Overcliffe Celia et Desmond, ainsi qu'Ariadne Oliver et Mlle Maurat. Le cottage est inoccupé car mis en vente par ses actuels propriétaires.
Poirot révèle la vérité sur le drame qui s'est déroulé quatorze ans auparavant. Paranoïnaque et schizophrène, Dolly avait poussé sa sœur jumelle Molly du haut de la falaise et était retournée à la maison. Alistair Ravenscroft avait compris le drame qui venait d'avoir lieu et avait rejoint son épouse qui, comprenant qu'elle était près de mourir, lui avait fait promettre de ne pas dénoncer Dolly à la police. L'homme en avait fait la promesse à son épouse mourante. Il avait alors proposé à Dolly de « prendre la place » de Molly, ce que Dolly avait aisément accepté. Elle avait revêtu des perruques de façon à ressembler à sa sœur et la vieille femme de ménage, presque aveugle, n'avait pas décelé la supercherie. Alistair avait aussi ordonné à Mlle Maurat de garder le secret. Secrètement amoureuse d'Alistair, la jeune femme avait accepté de se soumettre à cette injonction. Alistair avait alors déclaré le décès aux autorités, faisant frauduleusement passer Molly pour Dolly.
Seul le chien avait compris que la femme qui se faisait passer pour sa maîtresse avait usurpé l'identité de sa maîtresse, si bien qu'il l'avait mordue.
Moins de trois semaines après le meurtre de Molly, Alistair Ravenscroft avait emmené Dolly près de la falaise et l'avait exécutée d'une balle de revolver, avant de retourner l’arme contre lui pour se suicider.
Mlle Maurat confirme les déductions d'Hercule Poirot. Celia et Desmond se déclarent heureux de connaître la vérité, et Celia affirme qu'elle n'en aime que mieux sa mère, victime d'une sœur souffrant de troubles mentaux, et qu'elle n'en respecte que plus son père, qui avait sauvegardé l'honneur de la famille au détriment de sa vie.

## Autour du roman
- Le roman Cinq Petits Cochons (1942) est évoqué à trois reprises dans le roman.
- Le roman Mrs McGinty est morte (1952) est évoqué à deux reprises dans le roman ; le commissaire Albert Spence, qui était un personnage important dans ce roman, apparaît aussi dans le roman Une mémoire d'éléphant.
- Un roman censé avoir été écrit par Ariadne Oliver, intitulé Le Deuxième Poisson rouge, est évoqué au chapitre premier de Une mémoire d'éléphant ; il était déjà évoqué au chapitre 12 de Mrs McGinty est morte.
- Dans le roman Un meurtre sera commis le... (1950) l'un des protagonistes, Edmund Swettenham, a entamé l'écriture d'un roman qui finira en une pièce de théâtre intitulée Les éléphants n'ont pas de mémoire (Elephants Do Forget)[1].

## Éditions
- (en) Elephants Can Remember, Londres, Collins Crime Club, novembre 1972, 256 p.
- (en) Elephants Can Remember, New York, Dodd, Mead and Company, 1972, 243 p.
- Une mémoire d'éléphant  (trad. Jean-André Rey), Paris, Librairie des Champs-Élysées, 1972, 249 p. (BNF 35213672)
- Une mémoire d'éléphant  (trad. de l'anglais par Jean-André Rey), Paris, Librairie des Champs-Élysées, coll. « Le Masque » (no 1420), 1976, 186 p. (ISBN 2-7024-0461-8, BNF 34579728)
- Une mémoire d'éléphant (trad. Catherine Richard), dans : L'Intégrale : Agatha Christie  (trad. de l'anglais, préf. Jacques Baudou), t. 13 : Les années 1971-1976, Paris, Librairie des Champs-Élysées, coll. « Les Intégrales du Masque », 2000, 1268 p. (ISBN 2-7024-7903-0, BNF 37105662)

## Adaptations
- 2006 : Elephants Can Remember, feuilleton radiophonique de BBC Radio 4, avec John Moffatt donnant sa voix à Hercule Poirot et Julia McKenzie à Ariadne Oliver ;
- 2013 : Une mémoire d'éléphant (Elephants Can Remember), téléfilm de la série britannique Hercule Poirot. Seule Ariadne Oliver mène l'enquête, Poirot s'occupant d'une autre affaire de meurtre en parallèle et tous deux voient leurs affaires converger. L'assassin de l'affaire de Poirot tente de s'en prendre à Celia et se retrouve démasqué lors des révélations de Poirot qui a compris les deux affaires qui n'en forment qu'un.